# Zoica harduarae
Zoica harduarae is een spinnensoort uit de familie van de wolfspinnen (Lycosidae).
De wetenschappelijke naam van de soort werd in 2008 als Flanona harduarae gepubliceerd door Bijan Kumar Biswas & Rakhi Roy.